# Veľká Franková
Veľká Franková este o comună slovacă, aflată în districtul Kežmarok din regiunea Prešov. Localitatea se află la altitudinea de 664 m deasupra n.m., se întinde pe o suprafață de 10,59 km2 și în 2017 număra 337 de locuitori.

## Istoric
Localitatea Veľká Franková este atestată documentar din 1296.

## Demografie
| An:                | 1994 | 2004   | 2014   | 2024   |
| ------------------ | ---- | ------ | ------ | ------ |
| Număr de persoane: | 354  | 378    | 351    | 333    |
| Diferență:         |      | +6,77% | −7,14% | −5,12% |

| An:                | 2023 | 2024   |
| ------------------ | ---- | ------ |
| Număr de persoane: | 335  | 333    |
| Diferență:         |      | −0,59% |